# 尼沃欽
48°52′7″N 24°30′45″E / 48.86861°N 24.51250°E
尼沃欽（烏克蘭語：Нивочин），是烏克蘭西部的村莊，隸屬伊萬諾-弗蘭科夫斯克州的伊萬諾-弗蘭科夫斯克區。該村面積21平方公里，2001年人口762，人口密度每平方公里36.3人。